# Tibor Takács (režisér)
Tibor Takács (* 11. září 1954, Budapešť, Maďarsko) je maďarský režisér a scenárista. Proslavil se díky filmu Vrata do podsvětí (1987). Roku 1989 natočil horor I, Madman. Jeho kariéru zničilo pokračování Vrat do podsvětí – Brána 2 (1990), které se stalo kasovním propadákem.
Poté se přesunul do televize, kde se např. podílel na seriálech Krajní meze, Sabrina a Vražedné pobřeží a na akční snímky jako Zmije (1994) s Lorenzo Lamasem, Sabotáž (1996) s Markem Dacascosem či Pašeráci (1997) též s Dacascosem a Rutgerem Hauerem. Na tomto filmu se také podílel jako spoluscenárista. S Dacascosem ještě natočil snímky Deadly past (1995) a Sanctuary (1998) a podílel se na seriálu Vrána, ve kterém měl hlavní roli.
Jeho kariéra se definitivně zhroutila po vstupu do nového milénia, kdy začal natáčet "céčka", jako např. Krysy (2003), Král hadů (2007) či Sněžní pavouci (2007).
Jeho zatím posledním větším a kvalitnějším dílem byl horor Spiders (2013).